# William Collum
William Collum (Glasgow, 18 gennaio 1979) è un arbitro di calcio scozzese.

## Carriera
Arbitro effettivo dal 1993, nel 2000 entra a far parte delle liste ufficiali della Scottish Football Association e quattro anni dopo è promosso nella massima categoria nazionale. Riceve la nomina ad internazionale il 1º gennaio 2006.
Già a partire dallo stesso anno, l'UEFA lo designa subito per un torneo importante: l'Europeo Under-17 del 2006, tenutosi in Lussemburgo. In quell'occasione ebbe modo di dirigere tre partite, tra cui una semifinale.
Nel 2007 fa il suo esordio in una gara tra nazionali maggiori, dirigendo l'incontro tra Andorra e Estonia, valido per le qualificazioni agli Europei del 2008.
Nel 2008 partecipa ad un altro torneo giovanile: l'Europeo di calcio Under-19 tenutosi in Repubblica Ceca. Dirige tre gare, tra cui soprattutto la finale tra Germania ed Italia.
Nel febbraio del 2009 ottiene per la prima volta un sedicesimo di finale di Coppa UEFA.
Nell'edizione 2009-2010 dell'Europa League ha diretto in totale cinque partite.
Nel settembre del 2010 fa il suo esordio nella fase a gironi della UEFA Champions League, dirigendo un match tra i greci del Panathīnaïkos e i danesi del Copenhagen.
Nell'estate del 2011 è chiamato a dirigere in occasione del Campionato mondiale di calcio Under-20 in programma in Colombia.
Nel marzo del 2012 è selezionato ufficialmente come arbitro di porta in vista di Euro 2012, nella squadra arbitrale diretta dal connazionale Craig Thomson.
Il 7 luglio 2015 è stato designato per la Supercoppa UEFA che si è disputata l'11 agosto a Tbilisi tra Barcellona e Siviglia.
Il 15 dicembre 2015 viene ufficialmente selezionato per gli europei del 2016 in Francia. Qui dirige due gare della fase a gironi per poi terminare l'esperienza prima della fase ad eliminazione diretta.

### Fonti
- Sito della FIFA, su FIFA.com.
- Sito della UEFA, su UEFA.com.
- Profilo su wordfootball.net, su ita.worldfootball.net.
- Profilo dal sito della federazione calcistica scozzese, su scottishfa.co.uk (archiviato dall'url originale il 5 novembre 2009).
- Profilo da WorldReferee, su worldreferee.com. URL consultato il 24 agosto 2010 (archiviato dall'url originale il 15 aprile 2011).
- Elenco degli incontri diretti da WorldReferee, su worldreferee.com. URL consultato il 24 agosto 2010 (archiviato dall'url originale il 2 gennaio 2009).